# Rois sans couronne
Albums de Nessbeal
La Mélodie des briques
(2006) NE2S
(2010)
Singles
1. Réalité française
2. Rois sans couronne
3. Le Loup dans la bergerie
4. On aime ça

Rois sans couronne est le second album solo du rappeur français Nessbeal. 
Il est sorti le 9 juin 2008 sur Nouvelle Donne Music.
L'album comporte quelques featurings dont un avec les anciens partenaires de Nessbeal du groupe Dicidens et un autre avec la chanteuse marocaine Cheba Maria.

## Singles
- 2008 : Réalité française
- 2008 : Rois sans couronne
- 2008 : Le Loup dans la bergerie
- 2008 : On aime ça

## Réception

### Réception critique
Rois sans couronne reçoit un accueil favorable d'un point de vue critique,, et est généralement considéré comme un succès d'estime dans la continuité de La Mélodie des briques, premier disque solo de Nessbeal, sorti en 2006. Comme le démontre la cinquième place obtenue dans la catégorie Meilleur Album Rap Français de 2008 du classement Rap2K Awards 2K8.

### Performance commerciale
L'album rentre à la 18e place du top album, ce qui constitue plus ou moins un échec pour le rappeur du Val-de-Marne.
Après s'être maintenu seize semaines dans le top 200, Rois sans couronne sort définitivement du classement le 22 septembre 2008.

## Liste des titres
| 1.       | Rimes instinctives                                 | Skread                  | 3:15 |
| 2.       | Le Loup dans la bergerie                           | Skread                  | 3:48 |
| 3.       | Réalité française                                  | Skread                  | 4:06 |
| 4.       | H.L.M. Bonnie & Clyde                              | Skread                  | 3:40 |
| 5.       | La Vie des pauvres (feat. Wallen)                  | Getop & Bala Bambino    | 3:25 |
| 6.       | On aime ça                                         | Skread                  | 3:29 |
| 7.       | Légende d'hiver (feat. K-Reen)                     | Wealstarr, Masta & Tefa | 3:48 |
| 8.       | Rois sans couronne                                 | Shuko                   | 3:57 |
| 9.       | Autopsie d'une tragédie                            | Skread                  | 4:21 |
| 10.      | Au-delà de l'horizon                               | Trak Invaders           | 3:48 |
| 11.      | Tu vois c'que j'veux dire ?                        | Getop & Bala Bambino    | 3:17 |
| 12.      | Les Anges aux visages sales (feat. Le Rat Luciano) | Skread                  | 3:54 |
| 13.      | Dans la jungle (feat. Dicidens)                    | Saïko                   | 4:20 |
| 14.      | Clown triste                                       | Skread                  | 4:29 |
| 15.      | Casablanca (feat. Cheba Maria)                     | Skread                  | 3:35 |
| 16.      | Ça ira mieux demain                                | Medeline                | 4:35 |
| 01:01:00 |                                                    |                         |      |